# 모리타니 축구 국가대표팀
모리타니 축구 국가대표팀(아랍어: منتخب مُورِيْتَانْيَا لِكُرَّةُ الْقَدَم)은 모리타니를 대표하는 축구 국가대표팀으로 모리타니 축구 협회에서 관리하고 있으며 '칭게티의 사자들'이라는 별칭으로 알려져 있다. 1961년 12월 25일 마다가스카르와의 친선 경기를 통해 A매치 데뷔전을 치렀으며 현재 스타드 올림피크를 홈 구장으로 사용하고 있다.

## 국제 대회 경력

### FIFA 월드컵
월드컵 본선 경험은 전무하며 그나마 2018년 FIFA 월드컵 아프리카 지역 예선 4경기에서 1승 1무 2패를 기록하며 팀 역사상 월드컵 지역 예선 최다 승점 기록을 남겼고 아울러 7골을 뽑아내며 최다 득점 기록도 갈아치웠다.

### 아프리카 네이션스컵
아프리카 네이션스컵 본선에는 3번 출전하여 이 중 2023년 대회에서 사상 첫 메이저 대회 16강 진출에 성공했는데 이 과정에서 2021년 FIFA 아랍컵 우승팀인 알제리를 꺾는 대이변을 연출했다.

### FIFA 아랍컵
1985년 대회에 처음으로 참가하여 이 대회에서는 2전 전패로 조별리그에서 탈락했고 36년만에 참가한 2021년 대회에서도 B조 최하위로 조별리그에서 탈락했지만 조별리그 최종전에서 2018년 FIFA 월드컵 아시아 지역 예선 플레이오프 진출팀인 복병 시리아를 2-1로 꺾으며 모리타니 축구 역사상 FIFA 아랍컵 첫 승을 올렸으며 대회 최종 순위에서도 11위를 기록하며 조별리그에서 탈락한 8팀 중 3번째로 좋은 성적을 거두었다.

## 기타 국제 대회 경력
19번의 아밀카르 카브랄컵 대회 중 자국에서 열린 1995년 대회에서 준우승을 차지하면서 모든 국제 대회를 통틀어 역대 최고 성적을 거두었고 1980년과 1983년 대회에서는 4강에 이름을 올렸다. 반대로 팬아랍 게임 축구에는 3번 출전하였으나 통산 12경기에서 단 1승·1무승부도 거두지 못한 채 12전 전패를 당했고 득점은 단 6점에 그쳤으며 무려 31골을 얻어맞았다.

## FIFA 월드컵 (본선)
| 년도   | 결과      | 순위      | 경기      | 승        | 무*       | 패        | 득점      | 실점      | 승점      |
| ------ | --------- | --------- | --------- | --------- | --------- | --------- | --------- | --------- | --------- |
| 1930년 | 독립 이전 | 독립 이전 | 독립 이전 | 독립 이전 | 독립 이전 | 독립 이전 | 독립 이전 | 독립 이전 | 독립 이전 |
| 1934년 | 독립 이전 | 독립 이전 | 독립 이전 | 독립 이전 | 독립 이전 | 독립 이전 | 독립 이전 | 독립 이전 | 독립 이전 |
| 1938년 | 독립 이전 | 독립 이전 | 독립 이전 | 독립 이전 | 독립 이전 | 독립 이전 | 독립 이전 | 독립 이전 | 독립 이전 |
| 1950년 | 독립 이전 | 독립 이전 | 독립 이전 | 독립 이전 | 독립 이전 | 독립 이전 | 독립 이전 | 독립 이전 | 독립 이전 |
| 1954년 | 독립 이전 | 독립 이전 | 독립 이전 | 독립 이전 | 독립 이전 | 독립 이전 | 독립 이전 | 독립 이전 | 독립 이전 |
| 1958년 | 독립 이전 | 독립 이전 | 독립 이전 | 독립 이전 | 독립 이전 | 독립 이전 | 독립 이전 | 독립 이전 | 독립 이전 |
| 1962년 | 없음      | 없음      | 없음      | 없음      | 없음      | 없음      | 없음      | 없음      | 없음      |
| 1966년 | 불참      | 불참      | 불참      | 불참      | 불참      | 불참      | 불참      | 불참      | 불참      |
| 1970년 | 불참      | 불참      | 불참      | 불참      | 불참      | 불참      | 불참      | 불참      | 불참      |
| 1974년 | 불참      | 불참      | 불참      | 불참      | 불참      | 불참      | 불참      | 불참      | 불참      |
| 1978년 | 예선 탈락 | 예선 탈락 | 예선 탈락 | 예선 탈락 | 예선 탈락 | 예선 탈락 | 예선 탈락 | 예선 탈락 | 예선 탈락 |
| 1982년 | 불참      | 불참      | 불참      | 불참      | 불참      | 불참      | 불참      | 불참      | 불참      |
| 1986년 | 불참      | 불참      | 불참      | 불참      | 불참      | 불참      | 불참      | 불참      | 불참      |
| 1990년 | 불참      | 불참      | 불참      | 불참      | 불참      | 불참      | 불참      | 불참      | 불참      |
| 1994년 | 불참      | 불참      | 불참      | 불참      | 불참      | 불참      | 불참      | 불참      | 불참      |
| 1998년 | 예선 탈락 | 예선 탈락 | 예선 탈락 | 예선 탈락 | 예선 탈락 | 예선 탈락 | 예선 탈락 | 예선 탈락 | 예선 탈락 |
| 2002년 | 예선 탈락 | 예선 탈락 | 예선 탈락 | 예선 탈락 | 예선 탈락 | 예선 탈락 | 예선 탈락 | 예선 탈락 | 예선 탈락 |
| 2006년 | 예선 탈락 | 예선 탈락 | 예선 탈락 | 예선 탈락 | 예선 탈락 | 예선 탈락 | 예선 탈락 | 예선 탈락 | 예선 탈락 |
| 2010년 | 예선 탈락 | 예선 탈락 | 예선 탈락 | 예선 탈락 | 예선 탈락 | 예선 탈락 | 예선 탈락 | 예선 탈락 | 예선 탈락 |
| 2014년 | 불참      | 불참      | 불참      | 불참      | 불참      | 불참      | 불참      | 불참      | 불참      |
| 2018년 | 예선 탈락 | 예선 탈락 | 예선 탈락 | 예선 탈락 | 예선 탈락 | 예선 탈락 | 예선 탈락 | 예선 탈락 | 예선 탈락 |
| 합계   |           |           |           |           |           |           |           |           |           |

### FIFA 월드컵 (예선)
| 1930년 | 독립 이전                                     | 독립 이전                                     | 독립 이전                                     | 독립 이전                                     | 독립 이전                                     | 독립 이전                                     | 독립 이전                                     |                                               |                                               |
| 1934년 | 독립 이전                                     | 독립 이전                                     | 독립 이전                                     | 독립 이전                                     | 독립 이전                                     | 독립 이전                                     | 독립 이전                                     |                                               |                                               |
| 1938년 | 독립 이전                                     | 독립 이전                                     | 독립 이전                                     | 독립 이전                                     | 독립 이전                                     | 독립 이전                                     | 독립 이전                                     |                                               |                                               |
| 1950년 | 독립 이전                                     | 독립 이전                                     | 독립 이전                                     | 독립 이전                                     | 독립 이전                                     | 독립 이전                                     | 독립 이전                                     |                                               |                                               |
| 1954년 | 독립 이전                                     | 독립 이전                                     | 독립 이전                                     | 독립 이전                                     | 독립 이전                                     | 독립 이전                                     | 독립 이전                                     |                                               |                                               |
| 1958년 | 독립 이전                                     | 독립 이전                                     | 독립 이전                                     | 독립 이전                                     | 독립 이전                                     | 독립 이전                                     | 독립 이전                                     |                                               |                                               |
| 1962년 | 없음                                          | 없음                                          | 없음                                          | 없음                                          | 없음                                          | 없음                                          | 없음                                          |                                               |                                               |
| 1966년 | 불참                                          | 불참                                          | 불참                                          | 불참                                          | 불참                                          | 불참                                          | 불참                                          |                                               |                                               |
| 1970년 | 불참                                          | 불참                                          | 불참                                          | 불참                                          | 불참                                          | 불참                                          | 불참                                          |                                               |                                               |
| 1974년 | 불참                                          | 불참                                          | 불참                                          | 불참                                          | 불참                                          | 불참                                          | 불참                                          |                                               |                                               |
| 1978년 | 2                                             | 0                                             | 1                                             | 1                                             | 1                                             | 3                                             | 1                                             |                                               |                                               |
| 1982년 | 불참                                          | 불참                                          | 불참                                          | 불참                                          | 불참                                          | 불참                                          | 불참                                          | 불참                                          | 불참                                          |
| 1986년 | 불참                                          | 불참                                          | 불참                                          | 불참                                          | 불참                                          | 불참                                          | 불참                                          | 불참                                          | 불참                                          |
| 1990년 | 불참                                          | 불참                                          | 불참                                          | 불참                                          | 불참                                          | 불참                                          | 불참                                          | 불참                                          | 불참                                          |
| 1994년 | 불참                                          | 불참                                          | 불참                                          | 불참                                          | 불참                                          | 불참                                          | 불참                                          | 불참                                          | 불참                                          |
| 1998년 | 2                                             | 0                                             | 1                                             | 1                                             | 0                                             | 2                                             | 1                                             |                                               |                                               |
| 2002년 | 2                                             | 0                                             | 0                                             | 2                                             | 1                                             | 5                                             | 0                                             |                                               |                                               |
| 2006년 | 2                                             | 1                                             | 0                                             | 1                                             | 2                                             | 4                                             | 3                                             |                                               |                                               |
| 2010년 | 4                                             | 0                                             | 0                                             | 4                                             | 2                                             | 12                                            | 0                                             |                                               |                                               |
| 2014년 | 불참                                          | 불참                                          | 불참                                          | 불참                                          | 불참                                          | 불참                                          | 불참                                          | 불참                                          | 불참                                          |
| 2018년 | 4                                             | 1                                             | 1                                             | 2                                             | 7                                             | 5                                             | 4                                             |                                               |                                               |
| 합계   | 16                                            | 2                                             | 3                                             | 11                                            | 13                                            | 31                                            | 9                                             |                                               |                                               |
| 순위   | 월드컵 예선 승점 순위 : 185위 (아프리카 44위) | 월드컵 예선 승점 순위 : 185위 (아프리카 44위) | 월드컵 예선 승점 순위 : 185위 (아프리카 44위) | 월드컵 예선 승점 순위 : 185위 (아프리카 44위) | 월드컵 예선 승점 순위 : 185위 (아프리카 44위) | 월드컵 예선 승점 순위 : 185위 (아프리카 44위) | 월드컵 예선 승점 순위 : 185위 (아프리카 44위) | 월드컵 예선 승점 순위 : 185위 (아프리카 44위) | 월드컵 예선 승점 순위 : 185위 (아프리카 44위) |

## 아프리카 네이션스컵
- 1962년 ~ 1978년 - 불참
- 1980년 ~ 1982년 - 예선 탈락
- 1984년 - 불참
- 1986년 - 예선 탈락
- 1988년 - 불참
- 1990년 - 기권
- 1992년 - 예선 탈락
- 1994년 - 기권
- 1996년 ~ 1998년 - 예선 탈락
- 2000년 - 기권
- 2002년 ~ 2010년 - 예선 탈락
- 2012년 - 기권
- 2013년 - 불참
- 2015년 ~ 2017년 - 예선 탈락
- 2019년 - 조별 리그

### 아프리카 네이션스컵 (예선)
| 아프리카 네이션스컵 예선 기록 | 아프리카 네이션스컵 예선 기록 | 아프리카 네이션스컵 예선 기록 | 아프리카 네이션스컵 예선 기록 | 아프리카 네이션스컵 예선 기록 | 아프리카 네이션스컵 예선 기록 | 아프리카 네이션스컵 예선 기록 | 아프리카 네이션스컵 예선 기록 |
| 년도                          | 경기                          | 승                            | 무*                           | 패                            | 득점                          | 실점                          | 승점                          |
| ----------------------------- | ----------------------------- | ----------------------------- | ----------------------------- | ----------------------------- | ----------------------------- | ----------------------------- | ----------------------------- |
| 1957년                        | 독립 이전                     | 독립 이전                     | 독립 이전                     | 독립 이전                     | 독립 이전                     | 독립 이전                     | 독립 이전                     |
| 1959년                        | 독립 이전                     | 독립 이전                     | 독립 이전                     | 독립 이전                     | 독립 이전                     | 독립 이전                     | 독립 이전                     |
| 1962년                        | 비회원국                      | 비회원국                      | 비회원국                      | 비회원국                      | 비회원국                      | 비회원국                      | 비회원국                      |
| 1963년                        | 비회원국                      | 비회원국                      | 비회원국                      | 비회원국                      | 비회원국                      | 비회원국                      | 비회원국                      |
| 1965년                        | 불참                          | 불참                          | 불참                          | 불참                          | 불참                          | 불참                          | 불참                          |
| 1968년                        | 불참                          | 불참                          | 불참                          | 불참                          | 불참                          | 불참                          | 불참                          |
| 1970년                        | 불참                          | 불참                          | 불참                          | 불참                          | 불참                          | 불참                          | 불참                          |
| 1972년                        | 불참                          | 불참                          | 불참                          | 불참                          | 불참                          | 불참                          | 불참                          |
| 1974년                        | 불참                          | 불참                          | 불참                          | 불참                          | 불참                          | 불참                          | 불참                          |
| 1976년                        | 불참                          | 불참                          | 불참                          | 불참                          | 불참                          | 불참                          | 불참                          |
| 1978년                        | 불참                          | 불참                          | 불참                          | 불참                          | 불참                          | 불참                          | 불참                          |
| 1980년                        | 2                             | 0                             | 1                             | 1                             | 3                             | 6                             | 1                             |
| 1982년                        | 2                             | 1                             | 0                             | 1                             | 2                             | 3                             | 3                             |
| 1984년                        | 불참                          | 불참                          | 불참                          | 불참                          | 불참                          | 불참                          | 불참                          |
| 1986년                        | 4                             | 1                             | 1                             | 2                             | 5                             | 8                             | 4                             |
| 1988년                        | 불참                          | 불참                          | 불참                          | 불참                          | 불참                          | 불참                          | 불참                          |
| 1990년                        | 기권                          | 기권                          | 기권                          | 기권                          | 기권                          | 기권                          | 기권                          |
| 1992년                        | 8                             | 1                             | 0                             | 7                             | 4                             | 20                            | 3                             |
| 1994년                        | 기권                          | 기권                          | 기권                          | 기권                          | 기권                          | 기권                          | 기권                          |
| 1996년                        | 8                             | 1                             | 4                             | 3                             | 3                             | 6                             | 7                             |
| 1998년                        | 2                             | 0                             | 1                             | 1                             | 1                             | 4                             | 1                             |
| 2000년                        | 기권                          | 기권                          | 기권                          | 기권                          | 기권                          | 기권                          | 기권                          |
| 2002년                        | 2                             | 0                             | 1                             | 1                             | 0                             | 3                             | 1                             |
| 2004년                        | 6                             | 0                             | 2                             | 4                             | 0                             | 10                            | 2                             |
| 2006년                        | 2                             | 1                             | 0                             | 1                             | 2                             | 4                             | 3                             |
| 2008년                        | 6                             | 2                             | 1                             | 3                             | 9                             | 10                            | 7                             |
| 2010년                        | 4                             | 0                             | 0                             | 4                             | 2                             | 12                            | 0                             |
| 2012년                        | 기권                          | 기권                          | 기권                          | 기권                          | 기권                          | 기권                          | 기권                          |
| 2013년                        | 불참                          | 불참                          | 불참                          | 불참                          | 불참                          | 불참                          | 불참                          |
| 2015년                        | 2                             | 0                             | 0                             | 2                             | 0                             | 3                             | 0                             |
| 2017년                        | 6                             | 2                             | 2                             | 2                             | 6                             | 5                             | 8                             |
| 2019년                        | 6                             | 4                             | 0                             | 2                             | 7                             | 6                             | 12                            |
| 합계                          | 60                            | 13                            | 13                            | 34                            | 44                            | 100                           | 52                            |

## FIFA 아랍컵
| FIFA 아랍컵 기록 | FIFA 아랍컵 기록 | FIFA 아랍컵 기록 | FIFA 아랍컵 기록 | FIFA 아랍컵 기록 | FIFA 아랍컵 기록 | FIFA 아랍컵 기록 | FIFA 아랍컵 기록 | FIFA 아랍컵 기록 | FIFA 아랍컵 기록 |
| 년도             | 결과             | 순위             | 경기             | 승               | 무*              | 패               | 득점             | 실점             | 승점             |
| ---------------- | ---------------- | ---------------- | ---------------- | ---------------- | ---------------- | ---------------- | ---------------- | ---------------- | ---------------- |
| 1963년           | 불참             | 불참             | 불참             | 불참             | 불참             | 불참             | 불참             | 불참             | 불참             |
| 1964년           | 불참             | 불참             | 불참             | 불참             | 불참             | 불참             | 불참             | 불참             | 불참             |
| 1966년           | 불참             | 불참             | 불참             | 불참             | 불참             | 불참             | 불참             | 불참             | 불참             |
| 1985년           | 조별리그         | 5위              | 2                | 0                | 0                | 2                | 0                | 4                | 0                |
| 1988년           | 예선 탈락        | 예선 탈락        | 예선 탈락        | 예선 탈락        | 예선 탈락        | 예선 탈락        | 예선 탈락        | 예선 탈락        | 예선 탈락        |
| 1992년           | 불참             | 불참             | 불참             | 불참             | 불참             | 불참             | 불참             | 불참             | 불참             |
| 1998년           | 기권             | 기권             | 기권             | 기권             | 기권             | 기권             | 기권             | 기권             | 기권             |
| 2002년           | 불참             | 불참             | 불참             | 불참             | 불참             | 불참             | 불참             | 불참             | 불참             |
| 2012년           | 불참             | 불참             | 불참             | 불참             | 불참             | 불참             | 불참             | 불참             | 불참             |
| 2021년           | 조별리그         | 11위             | 3                | 1                | 0                | 2                | 3                | 7                | 3                |
| 합계             | 2회 출전(2/10)   | 조별리그(2회)    | 5                | 1                | 0                | 4                | 3                | 11               | 3                |

## 판 아랍 게임
| 판 아랍 게임 기록 | 판 아랍 게임 기록 | 판 아랍 게임 기록 | 판 아랍 게임 기록 | 판 아랍 게임 기록 | 판 아랍 게임 기록 | 판 아랍 게임 기록 | 판 아랍 게임 기록 | 판 아랍 게임 기록 | 판 아랍 게임 기록 |
| 년도              | 결과              | 순위              | 경기              | 승                | 무*               | 패                | 득점              | 실점              | 승점              |
| ----------------- | ----------------- | ----------------- | ----------------- | ----------------- | ----------------- | ----------------- | ----------------- | ----------------- | ----------------- |
| 1953년            | 독립 이전         | 독립 이전         | 독립 이전         | 독립 이전         | 독립 이전         | 독립 이전         | 독립 이전         | 독립 이전         | 독립 이전         |
| 1957년            | 독립 이전         | 독립 이전         | 독립 이전         | 독립 이전         | 독립 이전         | 독립 이전         | 독립 이전         | 독립 이전         | 독립 이전         |
| 1961년            | 불참              | 불참              | 불참              | 불참              | 불참              | 불참              | 불참              | 불참              | 불참              |
| 1965년            | 불참              | 불참              | 불참              | 불참              | 불참              | 불참              | 불참              | 불참              | 불참              |
| 1976년            | 결선리그          | 7위               | 6                 | 0                 | 0                 | 6                 | 2                 | 13                | 0                 |
| 1985년            | 조별리그          | 11위              | 3                 | 0                 | 0                 | 3                 | 2                 | 12                | 0                 |
| 1992년            | 불참              | 불참              | 불참              | 불참              | 불참              | 불참              | 불참              | 불참              | 불참              |
| 1997년            | 조별리그          | 8위               | 3                 | 0                 | 0                 | 3                 | 2                 | 6                 | 0                 |
| 1999년            | 불참              | 불참              | 불참              | 불참              | 불참              | 불참              | 불참              | 불참              | 불참              |
| 2004년            | 축구 종목 제외    | 축구 종목 제외    | 축구 종목 제외    | 축구 종목 제외    | 축구 종목 제외    | 축구 종목 제외    | 축구 종목 제외    | 축구 종목 제외    | 축구 종목 제외    |
| 2007년            | 불참              | 불참              | 불참              | 불참              | 불참              | 불참              | 불참              | 불참              | 불참              |
| 2011년            | 불참              | 불참              | 불참              | 불참              | 불참              | 불참              | 불참              | 불참              | 불참              |
| 합계              | 3회 출전(3/9)     | 조별리그(3회)     | 12                | 0                 | 0                 | 12                | 6                 | 31                | 0                 |

## 주요 선수
- 압둘 바
- 무스타파 디아우
- 하센 엘 이데
- 모하메드 얄리
- 타기율라 덴나
- 카사 카마라
- 체이크 물라예 아흐메드
- 이스마엘 디아키테
- 부바카르 바길리
- 아다마 바
- 알리 아베이드
- 압둘라예 실레예 가예
- 은디오코 니아스
- 디알로 귀딜레예
- 바카리 은디아예
- 브라힘 술레이마네

## 역대 감독
| 감독          | 임기        |
| ------------- | ----------- |
| 코랑탱 마르탱 | 2014 ~ 2021 |